# Cuajca
Cuajca är en ort i Mexiko.   Den ligger i kommunen Vicente Guerrero och delstaten Puebla, i den sydöstra delen av landet, 230 km sydost om huvudstaden Mexico City. Cuajca ligger 2 321 meter över havet och antalet invånare är 134.
Terrängen runt Cuajca är kuperad åt nordost, men åt sydväst är den bergig. Runt Cuajca är det ganska tätbefolkat, med 149 invånare per kvadratkilometer. Närmaste större samhälle är Tehuacán, 19,5 km väster om Cuajca. Omgivningarna runt Cuajca är en mosaik av jordbruksmark och naturlig växtlighet.